# Mimosa dolens
Mimosa dolens är en ärtväxtart som beskrevs av Vell. Mimosa dolens ingår i släktet mimosor, och familjen ärtväxter. IUCN kategoriserar arten globalt som livskraftig. Inga underarter finns listade i Catalogue of Life.